# 베카신!
《베카신!》(Becassine!)은 프랑스에서 제작된 브뤼노 포달리데 감독의 2018년 가족, 모험, 코미디 영화이다. 에밀린 바야르트 등이 주연으로 출연하였고 파스칼 코체튜스 등이 제작에 참여하였다.

## 줄거리
“실수남발! But 천진난만! 순수함 그 자체!”

엉뚱한 시골뜨기 베카신의 기발하고 사랑스러운 일상 어드벤처!

20세기 초 파리 근교 브르타뉴의 어느 시골마을

빨래, 바느질, 밭일 뭐 하나 똑 부러지게 못하지만

마음만은 행복한 베카신은 일거리를 찾아 꿈의 도시 파리로 향한다!

부푼 꿈을 안고 파리로 가던 길,

후작 부인의 집에 입양된 아기 룰로트를 우연히 만난 베카신은

보모로서 특출난(?) 재능을 선보이며 대저택에 특별채용된다.

베카신의 남다른 상상력과 기술로 대저택은 활기를 더해가는 무렵,

후작 부인의 재산을 노리는 마리오네뜨 놀이꾼이 저택에 눌러 앉게 되는데 …

## 출연

### 주연
- 에밀린 바야르트 - 베카신 역

### 조연
- 카린 비아르 - 후작 부인 역
- 미셸 빌레모 - 삼촌 역
- 비말라 폰스 - 마리 역
- 마야 콩파니 - 룰로트 역
- 드니 포달리데스
- 조시앙 발라스코
- 이사벨레 캔델리어 - 마들렌 역
- 필리페 유칸 - 씨프리앙 역

## 기타
- 미술: 우터 준
- 시각효과: 기욤 라 구에즈
- 의상: 도로테 기로